# Пау Кубарси
Пау Кубарси Паредес (шп. Pau Cubarsí Paredes; Естањол, 22. јануар 2007) је шпански фудбалер који тренутно наступа за Барселону. Игра на позицији одбрамбеног играча.

## Успеси
Барселона
- Ла лига: 2024/25.[5]
- Куп Шпаније: 2024/25.[6]
- Суперкуп Шпаније: 2025.[7]

Шпанија У23
- Олимпијске игре:  2024.[8]

Појединачни
- Најбољи млади играч месеца у Ла лиги: март 2024.[9]